# Oudrache
Die Oudrache ist ein Fluss in Frankreich, der im Département Saône-et-Loire in der Region Bourgogne-Franche-Comté verläuft. Sie entspringt beim Weiler La Coudraye, unterhalb des gleichnamigen Schlosses Château de la Coudraye, im Gemeindegebiet von Saint-Berain-sous-Sanvignes. Der Fluss entwässert generell in südwestlicher Richtung und mündet nach rund 48 Kilometern an der Gemeindegrenze von Saint-Léger-lès-Paray und Paray-le-Monial als rechter Nebenfluss in die Bourbince, die hier parallel zum Canal du Centre verläuft.

## Orte am Fluss
- Perrecy-les-Forges
- Saint-Vincent-Bragny
- Saint-Léger-lès-Paray

## Sehenswürdigkeiten
- Benediktinerpriorat von Perrecy-les-Forges